# 伯尔拉德河
伯尔拉德河位于罗马尼亚东部，发源于雅西西南、锡雷特河和普鲁特河之间的山丘，穿越尼亚姆茨县、瓦斯卢伊县和加拉茨县，最终在列什蒂注入锡雷特河，全长289公里。